# Liste der Monuments historiques in Époye
Die Liste der Monuments historiques in Époye führt die Monuments historiques in der französischen Gemeinde Époye auf.

## Liste der Immobilien
| Bezeichnung               | Beschreibung            | Standort                 | Kennzeichnung | Schutzstatus | Datum | Bild           |
| ------------------------- | ----------------------- | ------------------------ | ------------- | ------------ | ----- | -------------- |
| Kirche St-Pierre-ès-Liens | aus dem 14. Jahrhundert | Place de l’Église (Lage) | PA00078703    | Classé       | 1921  | weitere Bilder |

## Liste der Objekte
| Bezeichnung                    | Beschreibung                           | Standort                                | Kennzeichnung | Schutzstatus | Datum | Bild |
| ------------------------------ | -------------------------------------- | --------------------------------------- | ------------- | ------------ | ----- | ---- |
| Skulptur Madonna mit Kind (1)  | Stein, farbig gefasst, 17. Jahrhundert | in der Kirche St-Pierre-ès-Liens (Lage) | PM51002509    | Inscrit      | 1977  |      |
| Skulptur Madonna mit Kind (2)  | Stein, farbig gefasst, 18. Jahrhundert | in der Kirche St-Pierre-ès-Liens (Lage) | PM51002510    | Inscrit      | 1977  |      |
| Kruzifix                       | Holz, farbig gefasst, 17. Jahrhundert  | in der Kirche St-Pierre-ès-Liens (Lage) | PM51002508    | Inscrit      | 1977  |      |
| Skulptur Petrus                | Stein, 17. Jahrhundert                 | in der Kirche St-Pierre-ès-Liens (Lage) | PM51000401    | Classé       | 1952  |      |
| Grabstein für Jean Gerbais     | Stein, bezeichnet 1699                 | in der Kirche St-Pierre-ès-Liens (Lage) | PM51002506    | Inscrit      | 1977  |      |
| Grabstein für Nicolas Thibault | Stein, bezeichnet 1721                 | in der Kirche St-Pierre-ès-Liens (Lage) | PM51002507    | Inscrit      | 1977  |      |